# Skinny Boy
Skinny Boy es el primer álbum de estudio en solitario del tecladista de Chicago, Robert Lamm. Fue publicado en agosto de 1974 por Columbia Records. 

## Grabación y contenido
Las sesiones de grabación del álbum tuvieron lugar en The Caribou Ranch, en Nederland, Colorado, y en Sound Labs, en Hollywood, California. El propio Lamm produjo el álbum. Skinny Boy contenía once canciones. Todas las canciones fueron escritas por Lamm, excepto «Temporary Jones», que fue escrita junto con Robert Russell. Tiene la distinción de ser el primer trabajo en solitario de un miembro de la banda de Chicago. En una entrevista de 2008 con Morten Lauridsen, Lamm reveló que sintió la necesidad de hacer un álbum en solitario en ese momento debido a que “estaba escribiendo bastante”. “Recién habíamos empezado a acceder al estudio de Caribou y pensé que el propósito de ese complejo era tratar de ser lo más productivo posible”, añadió. Terry Kath y Guille Garcia fueron los únicos miembros de Chicago que tocaron en Skinny Boy. La canción que da nombre al álbum también fue incluida en el álbum Chicago VII.

## Recepción de la crítica
Un escritor no especificado de Record World escribió: “El primer artista de Chicago que graba en solitario se rodea de un esplendor rapsódico en el set de producción propia. Está hábilmente instigado por su compañero de grupo Terry Kath y los brillantes coros de las Pointer Sisters”. Un escritor no especificado de la revista Cash Box describió Skinny Boy como “una maravillosa colección de melodías escritas por él mismo que añaden más profundidad a su vasta reserva creativa de talento musical, tanto en escritura como en interpretación”.

## Lista de canciones
Todos las canciones escritas y compuestas por Robert Lamm, excepto donde esta anotado.
Lado uno
1. «Temporary Jones» (Lamm, Robert Russell) – 3:30
2. «Love Song» – 3:10
3. «Crazy Way to Spend a Year» – 3:22
4. «Until The Time Runs Out» – 2:26
5. «Skinny Boy» – 4:30

Lado dos
1. «One Step Forward Two Steps Back» – 3:10
2. «Fireplace and Ivy» – 3:40
3. «Someday I'm Gonna Go	1:40
4. «A Lifetime We» – 3:10
5. «City Living» – 2:30
6. «Crazy Brother John» – 2:46

## Créditos y personal
Créditos adaptados desde las notas de álbum de Skinny Boy.
Músicos
- Robert Lamm – piano acústico,[b] piano Rhodes, voces
- Terry Kath – bajo eléctrico, guitarra acústica en «Fireplace and Ivy» y «A Lifetime We»
- Ross Salomone – batería
- Alan De Carlo – guitarra acústica en «Love Song
- Guille Garcia – conga, percusión
- James Vincent – guitarra eléctrica en «City Living»
- The Pointer Sisters – coros en «Skinny Boy» y «City Living»
- Pat Williams – arreglos

Personal técnico
- Robert Lamm – productor
- Wayne Tarnowski – ingeniero de audio
- Armin Steiner – ingeniero de audio, mezclas
- Guy Webster – fotografía